# Pat Roberts
Pat Roberts, właśc. Charles Patrick Roberts (ur. 20 kwietnia 1936 w Topeka) – amerykański polityk, senator ze stanu Kansas (wybrany w 1996 i ponownie w 2002, 2008 i 2014), członek Partii Republikańskiej.
W latach 1981–1997 zasiadał w Izbie Reprezentantów.
Nie starał się o reelekcję w 2020. Jego następcą został republikanin Roger Marshall.